# Kidapawan
Kidapawan – miasto na Filipinach, położone w regionie SOCCSKSARGEN, w prowincji Cotabato, na wyspie Mindanao.
Miasto zostało założone w 1947 roku.

## Edukacja
- St. Mary’s Academy - Akademia św. Marii[1]
- University of Southern Mindanao - Kidapawan City Campus[2]
- Notre Dame of Kidapawan College[3]

## Demografia

Urząd Miasta Kidapawan

## Linki Zewnętrzne
- Opis miasta